# Kibramoa yuma
Kibramoa yuma is een spinnensoort uit de familie Plectreuridae. De soort komt voor in de Verenigde Staten.